# هامهونگ
هامهونگ (به لاتین: Hamhung) یک شهر در کره شمالی است که در استان هامگیونگ جنوبی واقع شده‌است.

## ویژگی ها
هامهونگ ۳۳۰ کیلومترمربع مساحت و ۷۶۸٬۵۵۱ نفر جمعیت دارد. هامهونگ دومین شهر پرجمعیت کره شمالی به شمار می رود.

## شهرهای خواهرخوانده
شهر هامهونگ با شهر شانگهای چین دارای پیوند خواهرخواندگی است.
| کشور | شهر خواهرخوانده |
| ---- | --------------- |
| چین  | شانگهای         |